# Алт Цаухе-Вусверк
Алт Цаухе-Вусверк (њем. Alt Zauche-Wußwerk) општина је у њемачкој савезној држави Бранденбург. Једно је од 37 општинских средишта округа Даме-Шпревалд. Према процјени из 2010. у општини је живјело 573 становника. Посједује регионалну шифру (AGS) 12061005.

## Географија
Алт Цаухе-Вусверк се налази у савезној држави Бранденбург у округу Даме-Шпревалд. Општина се налази на надморској висини од 50 метара. Површина општине износи 33,0 km².

## Становништво
У самом мјесту је, према процјени из 2010. године, живјело 573 становника. Просјечна густина становништва износи 17 становника/km².